# Губін Олексій Іванович
Олексій (Леонід) Іванович Гу́бін (нар. 11 листопада 1926, Слов'яносербськ — пом. 21 лютого 1995, Київ) — український російськомовний письменник, журналіст; член Спілки журналістів України з 1967 року і Спілки письменників України з 1982 року. Лауреат літературної премії імені Володимира Короленка за 1993 рік.

## Біографія
Народився 11 листопада 1926 року в селі Слов'яносербську (тепер селище міського типу Луганської області). Брав участь у німецько-радянській війні. Член ВКП(б) з 1948 року. 1961 року закінчив Вищу партійну школу при ЦК КП України.
У 1950—1957 роках працював у редакціях газет у Луганської області, у 1961—1963 роках — на Держтелерадіо УРСР, у 1963—1979 роках — Держтелебаченні, у 1979—1987 роках — на студії «Укртелефільм».
Помер в Києві 21 лютого 1995 року.

## Творчість
Творчість письменника присвячвячена переважно історії Донбасу:
- «Первооткрыватель» (укр. «Першовідкривач»; Сталіно, 1957, повість);
- «Рудознатец Капустин» (укр. «Рудознавець Капустін»; Донецьк, 1970, документальний нарис);
- «Камень-уголье» (укр. «Камінь-вугілля»; Київ, 1981; 1991, історичний роман).

Автор збірки оповідань про патріотизм молоді під час німецько-радянської війни «Вічно живі» (Київ, 1964; неодноразово перевидавався).
Серед творів про сучасність:
- «Большие грачи» (укр. «Великі Граки»; Сталіно, 1960, роман);
- «Вишневое око дьявола» (опубліковані окремі частини у журналі «Радуга», 1991, № 10; про Чорнобильську катастрофу);
- «Свадьбы играют в конце лета» (укр. «Весілля справляють у кінці літа»; Київ, 1986, збірка повістей).

Написав кілька сценаріїв документальних фільмів, зокрема:
- «Іван Микитенко» (у співавторстві з Олегом Микитенком);
- «За рекою, за Луганской»;
- «Заводу в наследство»;
- «Уголь. Наши заботы».

Також публікував науково-публіцистичні статі у журналах «Вокруг света», «Радуга», «Україна».
У 2001 у Києві вийшла книга поезій «Обома половинами серця — Обеими половинами сердца», яка містить раніше не опубліковані вірші українською та російською мовами.